# Protohaustorius bousfieldi
Protohaustorius bousfieldi is een vlokreeftensoort uit de familie van de Haustoriidae. De wetenschappelijke naam van de soort is voor het eerst geldig gepubliceerd in 1978 door Robertson & Shelton.